# Corona (moneda)
Corona és la denominació que reben diferents tipus de moneda, tant les unitats monetàries actuals de diversos estats europeus com altres d'històriques, que originalment duien aquest símbol de la monarquia emissora a l'anvers o al revers.

## Corones actualment en vigor
- la corona danesa o krone (Dinamarca i Groenlàndia, codi ISO 4217: DKK)
- la corona feroesa o króna (illes Fèroe, DKK; de fet és una emissió especial de la corona danesa per a les Fèroe)
- la corona islandesa o króna (Islàndia, ISK)
- la corona noruega o krone (Noruega, NOK)
- la corona sueca o krona (Suècia, SEK)
- la corona txeca o koruna (República Txeca, CZK)

## Corones històriques
- la corona anglesa, moneda d'or i d'argent de la Gran Bretanya encunyada per primer cop per Enric VIII el 1526
- la corona austrohongaresa, moneda d'or i d'argent encunyada per primer cop el 1857 i en vigor a Àustria fins al 1924
- la corona iugoslava, moneda en vigor al Regne dels Serbis, Croats i Eslovens fins al 1923

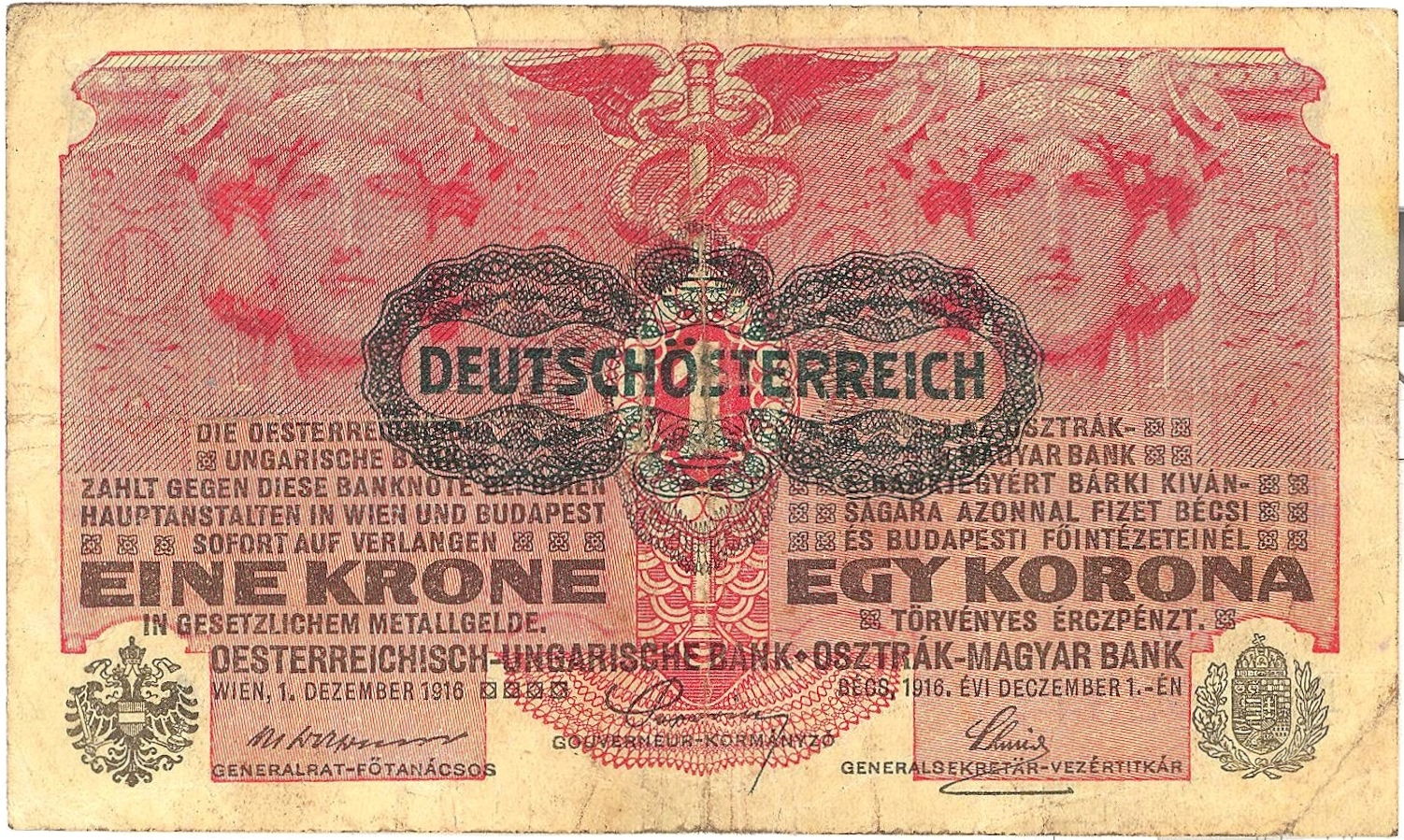
Bitllet d'una corona austrohongaresa de 1919

- la corona castellana, ral d'argent dels regnats de Pere I i Enric II de Castella; també era conegut com a corona l'escut d'or encunyat per primer cop per Carles I el 1535
- la corona eslovaca, en vigor a Eslovàquia de 1939 a 1945 i novament de 1993 al 2008; fou substituïda per l'euro en començar el 2009
- la corona estoniana, en vigor a Estònia de 1928 a 1940 i novament de 1992 al 2010; fou substituïda per l'euro en començar el 2011
- la corona francesa, moneda d'or encunyada per primer cop per Felip IV de França el 1340
- la corona portuguesa, moneda d'or en vigor a Portugal des de 1868 fins a 1911
- la corona txecoslovaca, en vigor a Txecoslovàquia de 1919 a 1939 i de 1945 a 1993
- la corona valenciana, també coneguda com a escut, moneda d'or creada per Carles I el 1544 imitant els escuts o corones castellanes, amb la creu de Jerusalem (pres de les monedes castellanes) a l'anvers i l'escut coronat del Regne de València al revers; el seu valor era de 20 sous